# Era buddyjska
Era buddyjska (BE = Buddhist Era) – okres chronologiczny liczony od śmierci (pali. Parinibbana; sanskr. Parinirvana) Siddhatthy Gotamy (sanskr. Siddhārtha Gautama) zwanego Buddą, używany w krajach buddyjskich. Budda umarł w wieku osiemdziesięciu lat w roku 480 p.n.e. (zgodnie z „historycznymi” ustaleniami) lub 544 roku p.n.e. (według tradycji).
Dokładna data urodzin Buddy nie jest znana. Zgodnie z buddyjską tradycją przyjmuje się datę 624 roku p.n.e. Inne obliczenia umiejscawiają datę urodzin Buddy nieco później, nawet w 448 roku p.n.e. Rok 560 p.n.e. jest jednak najpowszechniej akceptowaną datą urodzin twórcy buddyzmu. Dlatego tutaj datę 480 rok p.n.e. wyznacza się względem niej.
Daty do roku 250 p.n.e. bardzo często mają podwójną datę: jedna odpowiada „tradycyjnemu” liczeniu (624 p.n.e.) a druga „historycznemu” (560 p.n.e.). Od roku 250 p.n.e. stosuje się wyłącznie jedną datę – odpowiadającą „tradycyjnej” dacie.
Aby obliczyć datę w erze chrześcijańskiej (tzw. „nasza era”) należy odjąć od ery buddyjskiej 544 lata. Daty dobrze udokumentowanych ważnych wydarzeń w erze buddyjskiej (zwłaszcza te z XX wieku) mogą się różnić o jeden rok od dat w erze chrześcijańskiej gdyż lata w tych erach zaczynają się w różnych miesiącach (w maju – BE i styczniu – n.e).
Należy pamiętać, iż buddyzm nie jest jednolitą religią – posiada wiele tradycji i szkół. Każda z nich może mieć własny system datowania wydarzeń w erze buddyjskiej (przyjmując różne daty śmierci Buddy jako wyjściowe).

## Istotne daty
Kilka ważnych dat z historii buddyzmu, liczonych zgodnie z erą buddyjską (BE) według tradycji theravady:
- 80 BE (624 p.n.e.) – narodziny Buddy.
- 51 BE (595 p.n.e.) – książę Siddhartha wyrzeka się świeckiego życia.
- 45 BE (589 p.n.e.) – oświecenie Buddy.
- 1 BE (544 p.n.e.) – parinibbana Buddy, pierwszy sobór buddyjski.
- 100 BE (444 p.n.e.) – drugi sobór buddyjski .
- 294 BE (250 p.n.e.) – trzeci sobór buddyjski, spisanie Kanonu palijskiego.
- 444 BE (100 p.n.e.) – czwarty sobór buddyjski.
- 2412 BE (1868–1871) – piąty sobór buddyjski (tylko tradycja therawady).
- 2498–2500 BE (1954–1956) – szósty sobór buddyjski (tylko tradycja therawady).

Daty te są jedynie zgodne z podejściem tradycyjnym szkoły therawady. Współcześni naukowcy spierają się na temat dokładnej daty narodzin i śmierci Buddy. Większość XX-wiecznych historyków datowała życie Buddy od 563 p.n.e. do 483 p.n.e. Współcześnie jednak, sympozjum, które zebrało się w celu wyjaśnienia tej kwestii, przyjęło ramy około 20 lat przed lub po roku 400 p.n.e. jako datę śmierci Buddy.